# III. Dárajavaus perzsa király
III. Dárajavaus (ógörög Δαρειος, III. Dareiosz Kodomannosz, óperzsa 𐎭𐎼𐎹𐎺[𐏃, Dārayava(h)uš, újperzsa داریوش, Dāriyūš [dɔːriˈuːʃ], (Kr. e. 381 – Kr. e. 330. eleje) perzsa király Kr. e. 336-tól haláláig. Uralkodása alatt kezdődött el a nagy, mindent eldöntő háború Nagy Sándorral, amely a birodalom végleges bukásához vezetett.

## Élete

### Trónra lépése
Arszész meggyilkoltatása után Bagoasz miniszter pillanatnyi zavarban volt: hol keressen királyt. Végre egy barátját, Kodomannoszt választotta, aki némelyek szerint II. Dárajavaus dédunokája volt (és II. Artakhsaszjá leányának, Sziszügambisznak fia), mások szerint pedig nem is tartozott a királyi családhoz és fiatal korában futárként szolgált.

### Bagoasz eltávolítása
Kodomannosz trónraléptekor a Dareiosz (Dárajavaus) nevet vette föl. Bagoasz viszont csakhamar észrevette, hogy pártfogoltja ő nélküle akar uralkodni; ezért elhatározta, hogy elteszi láb alól. Szerencsétlenségére egyik embere elárulta, így neki kellett meginnia a Dárajavausnak szánt mérget. Dárajavaus szép külsővel rendelkezett, valamint szelíd és igazságos fejedelem hírében állt, azonkívül bátorlelkű is volt, amit már egy – Artaxerxész alatti – a kadusiak népe ellen viselt háborúban bebizonyított.

### Nagy Sándor támadása

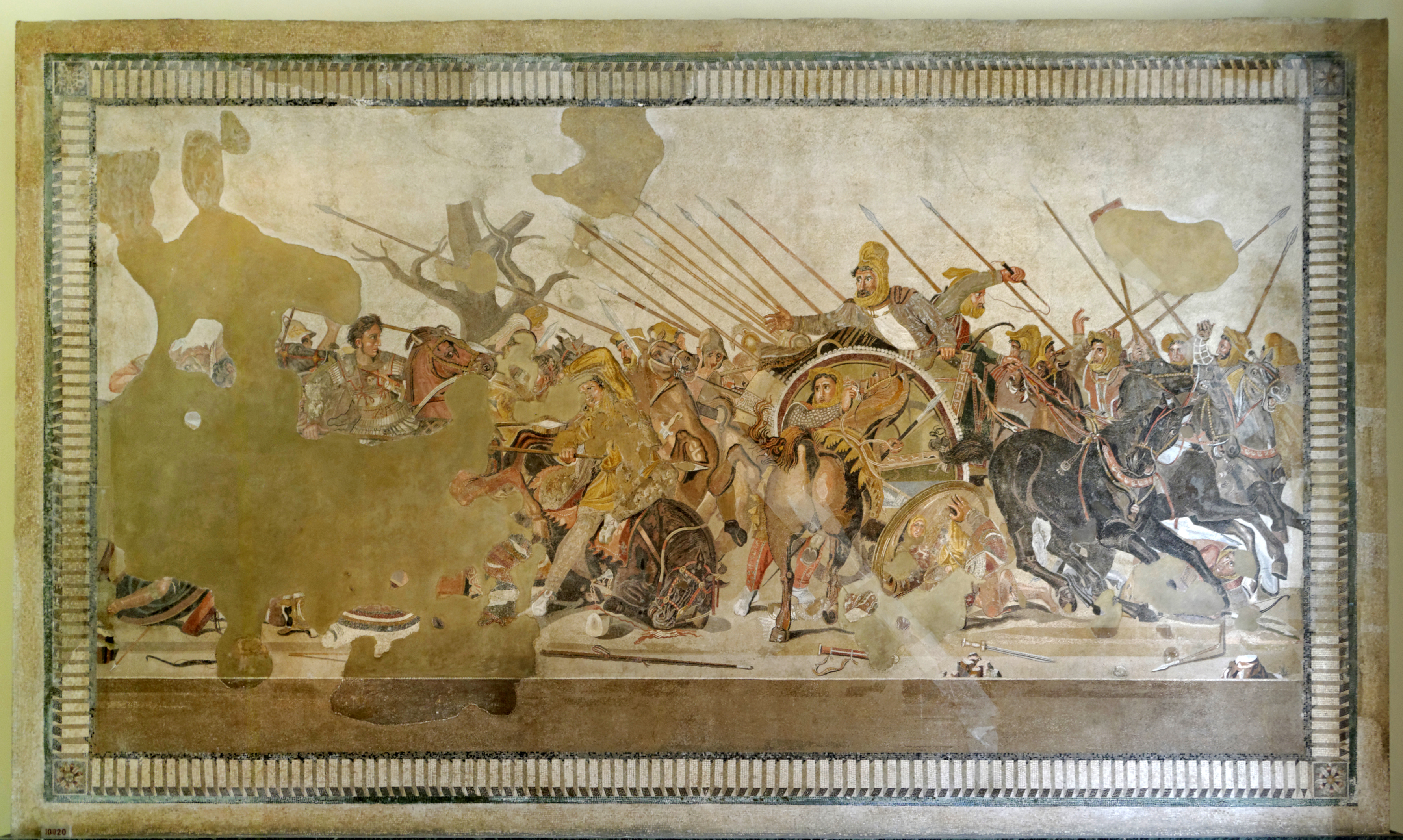
Nagy Sándor [baloldalt] és Dárajavaus [középen] a Isszoszi ütközetben (Kr. e. 333)

Dareiosz nem sokáig élvezhette békében a hatalmat. Látta ugyan a veszedelmet, a mellyel a makedón nagyravágyás fenyegette, de tehetetlen volt ahhoz, hogy ennek elejét vegye. III. Alexandrosz, azaz Nagy Sándor támadásainak a meggyöngült birodalom már nem tudott ellenállani.
Kr. e. 334-ben Mithridatész, a király veje csatát vesztett a Granikosz folyó mellett, Kr. e. 333-ban pedig maga a király elhamarkodott menekülésének volt köszönhető Alexandrosz Isszoszi győzelme. Édesanyja, felesége és három gyermeke Alexandrosz hatalmába került, akit Dárajavaus hasztalan iparkodott békére bírni. A döntő ütközet Gaugaméla mellett zajlott le Kr. e. 331. október 2-án; ez megnyitotta a győztes Alexandrosznak az utat Szusziana és a tulajdonképpeni Perzsia felé. A perzsa király Ekbatanába (Média) menekült, majd amikor Alexandrosz üldözőbe vette, az északi tartományokban keresett menedéket. Menekülése közben Bésszosz, Baktria szatrapája, a királyt hatalmába kerítette. Alexandrosz személyesen sietett Dárajavaust megmenteni, de Bésszosz – miután a perzsa király vonakodott őt menekülésében követni – Dárajavaust halálosan megsebesítve, gyámoltalanul kocsiján magára hagyta. Alexandrosz lovasai haldokló állapotban leltek rá; egyike a makedónoknak üdítő italt nyújtott neki, s ezt Dárajavaus megbízta azzal, hogy Alexandrosznak fejezze ki köszönetét a családjával szemben tanúsított nagylelkűségért. Alexandrosz is csakhamar odaért, de ekkor már a perzsa király halott volt (Kr. e. 330). A holttestet elküldte Sziszügambisznak, hogy azt Perszepoliszban, a perzsa királyok temetkezési helyén temesse el.